# Атемежа
 Атемежа  — деревня в Максатихинском районе Тверской области. Входит в состав Рыбинского сельского поселения.

## География
Находится в северо-восточной части Тверской области на расстоянии приблизительно 26 км по прямой на северо-восток от районного центра поселка Максатиха.

## История
Деревня была отмечена еще на карте Менде (состояние местности на 1848 год). В 1978 году здесь было отмечено 70 дворов. До 2014 года входила в Будёновское сельское поселение.

## Население
Численность населения: 23 человека (русские 74 %, карелы 26 %) в 2002 году, 14 в 2010.